# 淡路公園
淡路公園（あわじこうえん）は、東京都千代田区にある公園。
関東大震災以後の帝都復興事業として、防災を意識した復興小公園として開園した。2013年に淡路町二丁目西部地区第一種市街地再開発事業の一環として、ワテラスと隣接し整備された。

## 沿革

### 前史
1871年、現在の淡路公園の場所に共立学校が創立。共立学校は1895年に開成中学校に改名した。用地不足のため移転が決まっていたが関東大震災の影響も加わり、1925年に移転した。
また、1875年（明治8年）には、淡路小学校の前身となる小川小学校が当地に開校した。その後、1923年（大正12年）、関東大震災が発生し、火災発生から30分で校舎が焼け落ちた。

### 復興と公園の開園
復興後に、平時・災害時双方で地域住民の拠点となるよう、災害に強い復興小学校と小公園を1か所にまとめて整備することとなった。
淡路小学校は鉄筋コンクリート造のコの字型の校舎として、1927年（昭和2年）3月に建てられた。また、淡路公園が校舎の西側に整備された。小学校はコの字型校舎の内側を校庭としており、淡路小学校の児童は、校庭を「下の公園」、淡路公園を「上の公園」と呼んでいた。

### 再開発

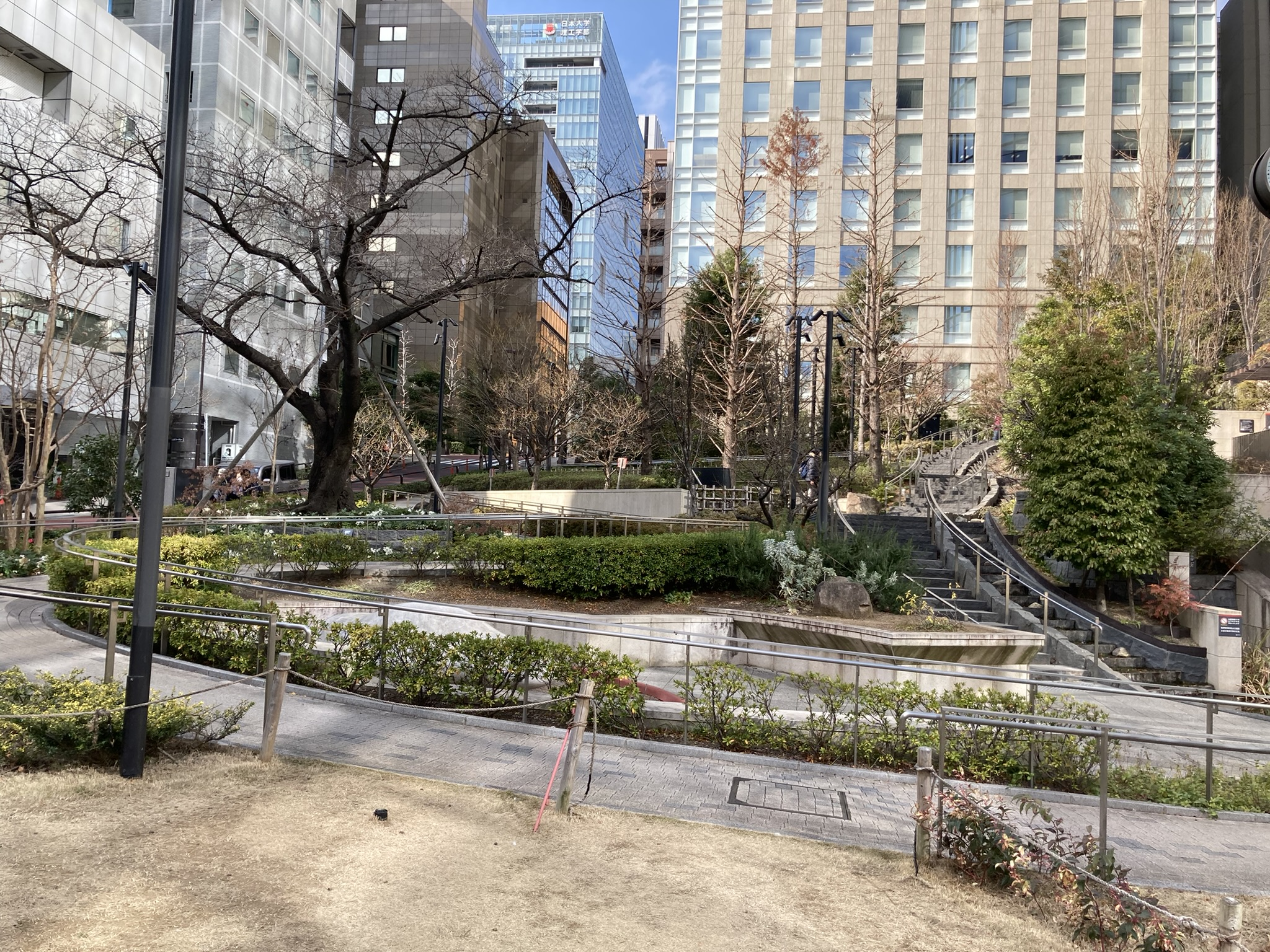
園内の一部は遊歩道のようになっている。

淡路町二丁目西部地区第一種市街地再開発事業により、都市再開発が行われ、淡路小学校跡地がワテラスと一体整備された。整備の際には、「神田花暦園」をコンセプトに年間を通して様々な植物が楽しめるよう配慮された。

## 公園施設

### 開成學園発祥の地
1871年から1925年まで、学園発祥から関東大震災までの期間、この地に学園があったことを石碑として残している。

### 淡路小学校校歌の碑
かつてこの場所に淡路小学校が存在していた記録として、公園の一角に淡路小学校の校歌の碑がある。

## 近隣の施設
- 御茶ノ水ソラシティ
- ニコライ堂